# 橘諸兄
橘 諸兄（たちばな の もろえ）は、奈良時代の皇族・公卿。初名は葛城王（葛木王）で、臣籍降下して橘宿禰のち橘朝臣姓となる。敏達天皇の後裔で、大宰帥・美努王の子。母は橘三千代で、光明子（光明皇后）は異父妹にあたる。官位は正一位・左大臣。井手左大臣または西院大臣と号する。初代橘氏長者。

## 経歴
和銅3年（710年）無位から従五位下に直叙され、翌和銅4年（711年）馬寮監に任ぜられる。元正朝では、霊亀3年（717年）従五位上、養老5年（721年）正五位下、養老7年（723年）正五位上と順調に昇進する。
神亀元年（724年）聖武天皇の即位後間もなく従四位下に叙せられる。神亀6年（729年）長屋王の変後に行われた3月の叙位にて正四位下に叙せられると、同年9月に左大弁に任ぜられ、天平3年（731年）諸官人の推挙により藤原宇合・麻呂兄弟や多治比県守らとともに参議に任ぜられ公卿に列す。天平4年（732年）従三位。天平8年（736年）弟の佐為王と共に母・橘三千代の氏姓である橘宿禰姓を継ぐことを願い許可され、以後は橘諸兄と名乗る。
天平9年（737年）4月から8月にかけて、天然痘の流行によって太政官の首班にあった右大臣藤原武智麻呂ら政権を握っていた藤原四兄弟をはじめ、中納言・多治比県守ら議政官が次々に死去してしまい、9月には出仕できる主たる公卿は、参議の鈴鹿王と橘諸兄のみとなった。そこで急遽、朝廷では鈴鹿王を知太政官事に、諸兄を次期大臣の資格を有する大納言に任命して応急的な体制を整えた。翌天平10年（738年）には諸兄は正三位・右大臣に任ぜられ、一上として一躍太政官の中心的存在となる。これ以降、国政は橘諸兄が担当、遣唐使での渡唐経験がある僧正・玄昉や下道真備（のち吉備真備）をブレインとして抜擢して、聖武天皇を補佐することになった。天平11年（739年）正月に諸兄は従二位に昇叙されるが、母の県犬養三千代の同族である県犬養石次を近々の参議登用含みで従四位下に昇叙させる。さらに同年4月にはこの石次に加えて、自派の官人である大野東人・巨勢奈弖麻呂・大伴牛養を参議に任じて、実態として橘諸兄政権を成立させた。
天平12年（740年）8月に大宰少弐・藤原広嗣が、政権を批判した上で僧正・玄昉と右衛士督・下道真備を追放するよう上表を行う。しかし実際には、国政を掌っていた諸兄への批判及び藤原氏による政権の回復を企図したものと想定される。9月に入り広嗣が九州で兵を動かして反乱を起こすと（藤原広嗣の乱）、10月末に聖武天皇は伊勢国に行幸する。さらに乱平定後も天皇は平城京に戻らず、12月になると橘諸兄が自らの本拠地（山城国綴喜郡井手）にほど近い恭仁郷に整備した恭仁宮に入り、遷都が行われた。
天平15年（743年）従一位・左大臣に叙任され、天平感宝元年（749年）4月にはついに正一位に陞階。生前に正一位に叙された人物は日本史上でも6人と数少ない。また残りの5人のうち、2人は天皇の生母・外祖母であり、最後に生前叙位された三条実美は没する寸前であったため、純粋に官職を昇りつめて正一位の状態で政務にあたったのは藤原仲麻呂・藤原永手と諸兄の史上3人に限られる。
しかし、同年8月に孝謙天皇が即位すると、国母・光明皇后の威光を背景に、大納言兼紫微令・藤原仲麻呂の発言力が増すようになる。これに先立って天平17年（745年）頃より諸兄の子息・奈良麻呂が長屋王の遺児である黄文王を擁立して謀反の企図を始める。この謀反の動きに対する諸兄の動向は明らかでないが、諸兄は仲麻呂の台頭に対抗せずに穏やかに処したとして、関与を否定さらには奈良麻呂の動きを押し止めたとするもの、積極的な関与がありのちの讒言に繋がったとするものの双方の見方がある。後者の立場からは、天平勝宝7歳（755年）に以下開催された諸兄による橘奈良麻呂の乱の関係者の邸宅での宴が決起の勧誘・意思の疎通・謀反の具体的計画策定の場であったとし、それを裏付ける証拠として、後年、橘奈良麻呂の乱終結後に乱の未然防止を目的として官司に届け出のない官人の宴集が禁止されたことを挙げている。
- 5月11日：多治比国人邸[12]、5月18日：橘奈良麻呂邸[13]、11月28日：橘奈良麻呂邸[14]

同年11月の聖武上皇が病気で伏していた際に、酒の席で上皇について不敬の発言があり謀反の気配がある旨、側近の佐味宮守から讒言を受けてしまう。これは、11月28日に行われた橘奈良麻呂邸での酒宴での発言を指すと想定されるが、上皇没後の皇嗣問題について語り合ったと考えられ、前述の謀反に関して話が及び讒言に繋がった可能性もある。この讒言については聖武上皇が取り合わなかったが、諸兄はこのことを知り翌天平勝宝8歳（756年）2月に辞職を申し出て致仕した。
天平勝宝9歳（757年）1月6日薨去。享年74。最終官位は前左大臣正一位。諸兄の没後間もない同年7月に、子息の奈良麻呂は橘奈良麻呂の乱を起こし獄死している。

## 橘諸兄政権の政治
橘諸兄が太政官の最高位となったのは天平9年（737年）である。この年猛威を振るった天然痘によって、政権の中枢にいた右大臣藤原武智麻呂をはじめ参議藤原房前、参議藤原麻呂、参議藤原宇合の藤原四兄弟がすべて病死し、大納言だった諸兄が太政官の主班となった。この年の天然痘の流行は非常に大規模なもので、日本人口の25-35%あるいは30-50%が失われた。聖武天皇と光明皇后の当面の政治的課題は疫病で損なわれた国力の回復であり、光明の異父兄であり、藤原不比等の娘を妻として藤原氏とも親和的な皇族の諸兄を首班に据えて皇族・貴族が一体となった挙国一致の政治体制をとった。聖武天皇と諸兄の関係は、聖武が天平12年に諸兄の相楽別業に行幸して宴を行い、退位後の天平勝宝4年（752年）も行幸するなど非常に親密であり、元正太上天皇とも天平15年に難波宮で複数回宴を催すなど良好な関係を保っていた。
諸兄政権は、国力の回復のためにまず郡司定員の削減や郷里制の廃止など地方行政の簡素化を行うと同時に、東国農民の負担軽減を目的として防人を廃止し、また諸国の兵士・健児を停止し公民の負担を軽減した。これらの兵士は当時軍事的緊張下にあった新羅に備えたものであったが、軍備を維持する余裕がなくなって新羅に対する強硬策は転換せざるを得なくなった。更に天平15年には農民人口の減少で荒廃した土地の再開発を促べく墾田永年私財法を発布した。併せて国司郡司による善政も督励された。また天平12年の東国行幸から17年の平城京遷都（元の平城京に戻った）まで、聖武天皇が次々に新都を建設して遷都を繰り返した彷徨五年の期間中、聖武が紫香楽宮へ行幸した際、天皇の留守を守って政治を全うすることもしばしば行った。
諸兄は致仕する天平勝宝8年（756年）まで太政官の最上位者であったが、上記のように孝謙天皇が即位した天平勝宝元年（749年）に光明皇后が皇太后になったことに際して皇后宮職から再編された紫微中台の長官（紫微令）に藤原仲麻呂が就任して諸兄と並ぶ権力を手に入れた。諸兄政権時代は「現実容認的な方針」で運営されたが、天平勝宝4年頃から官人の綱紀引き締めや新羅に対する高圧的な外交姿勢が復活し、この頃に政治の実権が藤原仲麻呂に移行したことが見て取れる。天平勝宝4年（752年）の大仏開眼には諸兄も参加して舞楽の鼓を打ったが、天平勝宝6年（754年）唐から渡ってきた鑑真を右大臣藤原豊成、大納言藤原仲麻呂以下多数の官人が東大寺に拝礼したときに左大臣の諸兄は参加しておらず、隠居に近い状態にあったと思われる。

## 人物
大伴家持と親交があり、『万葉集』の撰者の1人とする説もある。『栄花物語』月の宴の巻に、「むかし高野の女帝の御代、天平勝宝5年には左大臣橘卿諸兄諸卿大夫等集りて万葉集をえらび給」との記述があり、元暦校本の裏書に、またある種の古写本の奥書にも入っており、一定の信憑性をもつものとされる。後に仙覚は橘諸兄・大伴家持の2人共撰説を唱えている。『万葉集』では8首の歌を残している。

### 藤原氏との関係
母の県犬養三千代は最初美努王に嫁ぎ葛城王、佐為王、牟漏女王（藤原房前に嫁ぐ）を生んだ後美努王と別離し、藤原不比等と結婚して安宿媛（後の光明皇后）を生む。諸兄は不比等の娘の多比能（たひの）と結婚しており、諸兄たち兄弟と藤原氏の関係は良好であった。

### 橘姓
諸兄は皇族の出身であり元の名は葛城王であった。橘の姓は和銅元年（708年）母の県犬養三千代に対して当時の元明天皇から「盃に浮かべた橘」と共に橘宿禰の姓を与えられたのが始まり。三千代は天平5年（733年）に没したため、この時点で橘宿禰を名乗るものはいなくなった。3年後の天平8年に葛城王と弟の佐為王が「母の橘宿禰の姓を受け継ぎたい」と上表し、聖武天皇から葛城王に対し「橘宿禰諸兄」、佐為王に「橘宿禰佐為」の名が与えられた。その際に姓と共に「橘は実さへ花さへその葉さへ枝に霜降れどいや常葉の木」という祝歌を元正太上天皇から賜った。一般に皇族が賜姓された場合は弟の佐為のように王の時の名をそのまま使うことが多い。諸兄という名は彼が光明皇后の異父兄であり、聖武にとっても兄筋にあたることを強調したものと考えられる。天平勝宝2年（750年）、宿禰よりも格上の朝臣の姓が与えられ橘朝臣諸兄となった。橘の名は諸兄の子の橘奈良麻呂が謀反を起こしたため弟の佐為の家族も含めて一旦途切れたが、その後諸兄系佐為系とも橘朝臣に復している。能書家として有名な橘逸勢と、嵯峨天皇の妃で檀林皇后と称された嘉智子は諸兄の曾孫にあたる。

### 万葉集との関わり
万葉集には宴席歌を中心に短歌が8首載せられている。8首全てが対人詠であって独詠歌は一首もない。また『万葉集』巻八に、738年10月「右大臣橘卿之旧宅」で大伴家持らが宴飲を行い秋の「黄葉」を読み込んだ歌を作ったとあるなど、諸兄の屋敷ではたびたび宴が催されたが、その時の参加者や諸兄自身の歌が多数万葉集に残っている。天平勝宝3年（751年）大伴家持が諸兄の長寿を寿ぐために作った次の歌が万葉集にあり親密な関係にあったことがわかる「古に君の三代経て仕へけり我が大主は七代申さね」。諸兄自身が歌の批評も行った記録があり、万葉集の編纂についても「おそらく元正上皇の意向を体した橘諸兄の命に依って」大伴家持が編纂したという説がある。

### 橘氏関連遺跡
井手左大臣と呼ばれた橘諸兄の邸宅や関係する社寺について確定した遺跡は無いが、京都府井手町にある奈良時代の寺院遺跡の井手寺跡が諸兄が創建したと伝えられ、大門、中島、石橋、泉水などの地名が残っている。この付近には聖武天皇が行幸したという記録のある相楽別業もあったという説が有力である。また井手町に近い木津川市の神雄寺跡が橘氏の造営に成るものとされている。他にも井手町内には「別業の井戸」と伝えられる六角井や、諸兄の墓とされる北大塚の古墳など彼に関する史跡や伝承が多く残っている。

## 系譜
敏達天皇の5世（もしくは4世）孫に当たる。
- 父：美努王
- 母：県犬養三千代
- 妻：藤原多比能 - 藤原不比等の女
  - 嫡子：橘奈良麻呂
- 生母不明の子女
  - 女子：照夜の前 - 藤原豊成の後妻、中将姫の継母。橘諸房の息女とするものもある。

## 官歴
『続日本紀』による。
- 和銅3年（710年） 1月7日：従五位下
- 和銅4年（711年） 12月2日：馬寮監
- 霊亀3年（717年） 1月4日：従五位上
- 養老5年（721年） 1月5日：正五位下
- 養老7年（723年） 1月10日：正五位上
- 神亀元年（724年） 2月22日：従四位下
- 神亀6年（729年） 3月4日：正四位下、9月28日 左大弁
- 天平2年（730年） 9月27日：兼催造司監
- 天平3年（731年） 8月11日：参議
- 天平4年（732年） 1月20日：従三位
- 天平8年（736年） 11月17日：臣籍降下（橘宿禰）
- 天平9年（737年） 8月28日：大納言
- 天平10年（738年） 1月13日：正三位 右大臣
- 天平11年（739年） 1月13日：従二位
- 天平12年（740年） 11月21日：正二位
- 天平15年（743年） 5月5日：従一位、左大臣
- 天平18年（746年） 4月5日：兼大宰帥
- 天平感宝元年（749年） 4月14日：正一位
- 天平勝宝2年（750年） 1月16日：宿禰姓から朝臣姓に改姓
- 天平勝宝8歳（756年） 2月2日：致仕